# Heidi-Elke Gaugel
Heidi-Elke Gaugel ou Heide-Elke (née le 11 juillet 1959 à Schönaich dans l'ancienne Allemagne de l'Ouest) est une athlète allemande spécialiste du sprint et des relais. 

## Carrière

### Palmarès
| Date | Compétition                    | Lieu        | Résultat | Épreuve    | Performance   |
| ---- | ------------------------------ | ----------- | -------- | ---------- | ------------- |
| 1982 | Championnats d'Europe en salle | Turin       | 3e       | 200 mètres | 23 s 39       |
| 1984 | Jeux olympiques d'été          | Los Angeles | 5e       | 4 × 100 m  | 43 s 57       |
| 1984 | Jeux olympiques d'été          | Los Angeles | 3e       | 4 × 400 m  | 3 min 22 s 98 |
| 1986 | Championnats d'Europe          | Stuttgart   | 8e       | 100 mètres | 11 s 26       |
| 1986 | Championnats d'Europe          | Stuttgart   | 2e       | 4 × 400 m  | 3 min 22 s 80 |

### Records
| Épreuve    | Performance | Lieu | Date |
| ---------- | ----------- | ---- | ---- |
| 100 mètres | 11 s 15     |      | 1985 |
| 200 mètres | 22 s 56     |      | 1985 |
| 400 mètres | 52 s 83     |      | 1985 |